# كلية علوم الحاسب والمعلومات (ليوبليانا)
كلية علوم الحاسب والمعلومات، في ليوبليانا وهو جزء من جامعة ليوبليانا وقد تم تأسيسه في عام1996.
بدأت الدراسة في جامعة ليوبليانا لعلوم الكمبيوتر بالفعل في عام 1973، مبدئياً كبرنامج دراسة اختياري بعد السنة الثانية من دراسة الهندسة الكهربائية، ومنذ عام 1982 بدأت كبرنامج دراسة مستقل. انقسمت كلية الهندسة الكهربائية وعلوم الكمبيوتر إلى كليتين منفصلتين في عام 1996 .وفي عام 2014 انتقلت كلية علوم الحاسب والمعلومات إلى مبنى جديد أخيراً في الضواحي الغربية لليوبليان، تقدم الكلية الكثير من برامج البكالوريوس والماجستير والدكتوراه، بما في ذلك برامج متعددة التخصصات بالتعاون مع كل من الكليات والجامعات الأخرى.
يتركزالبحث في كل من كلية علوم الحاسب والمعلومات في ليوبليانا في المجالات التالية:

- التعلم الآلي والذكاء الاصطناعي.
- علم البيانات.
- علم الحاسوب النظري والتحليل العددي.
- هندسة البرمجيات والمعلوماتية.
- هندسة الكمبيوتر وشبكات الكمبيوتر.
- تصور الآلة والوسائط المتعددة.